# Distrikt Longar
Der Distrikt Longar liegt in der Provinz Rodríguez de Mendoza in der Region Amazonas in Nord-Peru. Der Distrikt wurde am 31. Oktober 1932 gegründet. Er besitzt eine Fläche von 82,2 km². Beim Zensus 2017 wurden 1710 Einwohner gezählt. Im Jahr 1993 lag die Einwohnerzahl bei 1876, im Jahr 2007 bei 1747. Sitz der Distriktverwaltung ist die 1581 m hoch gelegene Ortschaft Longar (oder Ayña) mit 909 Einwohnern (Stand 2017). Longar befindet sich 7 km westlich der Provinzhauptstadt Mendoza.

## Geographische Lage
Der Distrikt Longar befindet sich in der peruanischen Zentralkordillere im Nordwesten der Provinz Rodríguez de Mendoza. Das Areal wird von der Quebrada Riogrande nach Südosten entwässert.
Der Distrikt Longar grenzt im Westen an den Distrikt Cochamal, im Norden an den Distrikt Molinopampa (Provinz Chachapoyas), im Osten an den Distrikt Mariscal Benavides, im äußersten Südosten an den Distrikt San Nicolás sowie im Süden an den Distrikt Huambo.

## Ortschaften
Neben dem Hauptort gibt es folgende größere Ortschaften im Distrikt:
- Michina